# Xã Raymond, Quận Cass, Bắc Dakota
Xã Raymond (tiếng Anh: Raymond Township) là một xã thuộc quận Cass, tiểu bang Bắc Dakota, Hoa Kỳ. Năm 2010, dân số của xã này là 254 người.